# Dovers-Moräne
Die Dovers-Moräne ist eine glaziale Moräne aus grobem Geröll im Osten der Insel Heard im südlichen Indischen Ozean. Sie erstreckt sich unmittelbar östlich des Stephenson-Gletschers in nordsüdlicher Ausrichtung über eine Länge von 2,5 km.
Wissenschaftler der Australian National Antarctic Research Expeditions nahmen 1948 eine Vermessung sowie die Benennung vor. Namensgeber ist der australische Geologe Robert George Dovers (1921–1981), der diese Vermessung leitete. An beiden Enden der Moräne finden sich Überreste der Lager US-amerikanischer Robbenfänger, die hier zwischen 1858 und 1882 Tran aus See-Elefanten gewannen.